# 花眉
花眉，是臺灣臺中市大雅區的一個傳統地域名稱，位於該區東北部。相較於今日行政區，其範圍大致為西寶里北部。

## 歷史
台灣清治末期至日治初期，花眉地區為一街庄，稱為「花眉庄」，隸屬於捒東下堡。該庄東北與三角仔庄為鄰，東南與大埔厝庄為鄰，西南邊為西員寶庄，西北邊為上楓樹腳庄、社口庄。
1901年（日治明治三十四年）11月，全台廢縣廳改設二十廳，該庄隸屬於臺中廳。1903年（明治三十六年）6月，該庄編入「四張犁區」，仍隸屬於臺中廳。1909年（明治四十二年）10月，合併二十廳為十二廳，該庄改編入「埧雅區」，仍隸屬於臺中廳。1920年（大正九年），全台地方制度大改正，廢十二廳改設五州二廳，該庄改制為「花眉」大字，隸屬於臺中州豐原郡大雅庄。
戰後大雅庄改制為大雅鄉，隸屬於臺中縣，大字亦改制為村。1950年10月，中、彰、投分治，大雅鄉仍隸屬臺中縣。2010年12月，臺中縣市合併為直轄臺中市，大雅鄉改制為大雅區，村亦改制為里。

## 聚落
本地區有花眉聚落。

## 交通
區道中85線（昌平路四段）是社口至東寶的道路，大致以北北東—南南西走向蜿蜒經過花眉地區西北部及西部邊界地帶。由該道路向北北東可前往社口地區中部偏東南並止於省道台10線路口，向南南西可前往上楓樹腳與西員寶交界地帶、西員寶與馬岡厝交界地帶、西員寶、東員寶西南端並止於潭子區與北屯區交界處。